# 應和
應和（961年3月5日~964年8月19日）是日本的年號。使用這年號之日本天皇是村上天皇。

## 改元
- 天德五年二月十六（961年3月5日） ：改元。
- 應和四年七月初十（964年8月19日） ：改元康保。

## 出處
- 《晉書卷十七·志第七·律曆中》：董巴議曰 ：「……天曰作時，地曰作昌，人曰作樂，鳥獸萬物莫不應和，故顓頊聖人為曆宗也·……」

## 紀年、干支、西曆對照表
| 應和 | 元年  | 二年  | 三年  | 四年  |
| 公元 | 961年 | 962年 | 963年 | 964年 |
| 干支 | 辛酉  | 壬戌  | 癸亥  | 甲子  |